# Eugène Manet
Pour les articles homonymes, voir Manet.
Eugène Manet, né le 21 novembre 1833 à Paris où il meurt le 13 avril 1892 est un peintre[réf. nécessaire] français.
Il est le frère puîné du peintre Édouard Manet et l'époux de la peintre Berthe Morisot.

## Biographie
Comme son frère et comme son épouse, Eugène Manet est peintre[réf. nécessaire], mais il ne connut pas leur notoriété.
Édouard Manet l'a représenté dans son tableau La Musique aux Tuileries (1862, Londres, National Gallery. Le cadeau de mariage qu'Edgar Degas offre aux jeunes mariés (Morisot-Manet) est un portrait d'Eugène Manet (collection particulière),.
De ce mariage, qu'il avait lieu en 22 décembre 1874, naît une fille, Julie Manet, le 14 novembre 1878.
Eugène Manet consacre beaucoup de temps à soutenir la carrière de sa femme et de son frère. Berthe Morisot a rendu hommage à son mari à travers plusieurs tableaux, notamment dans Eugène Manet à l'île de Wight (1875, huile sur toile, 38,1 × 46 cm, Paris, musée Marmottan Monet), et dans le tableau Eugène Manet et sa fille au jardin (1883, collection particulière), où Eugène figure en compagnie de sa fille Julie.
Souffrant depuis de nombreuses années de syphilis pulmonaire, il meurt le 13 avril 1892. Son épouse Berthe Morisot, sans doute contaminée, s'éteint peu de temps après lui. 

Eugène Manet peint par Edgar Degas et Berthe Morisot
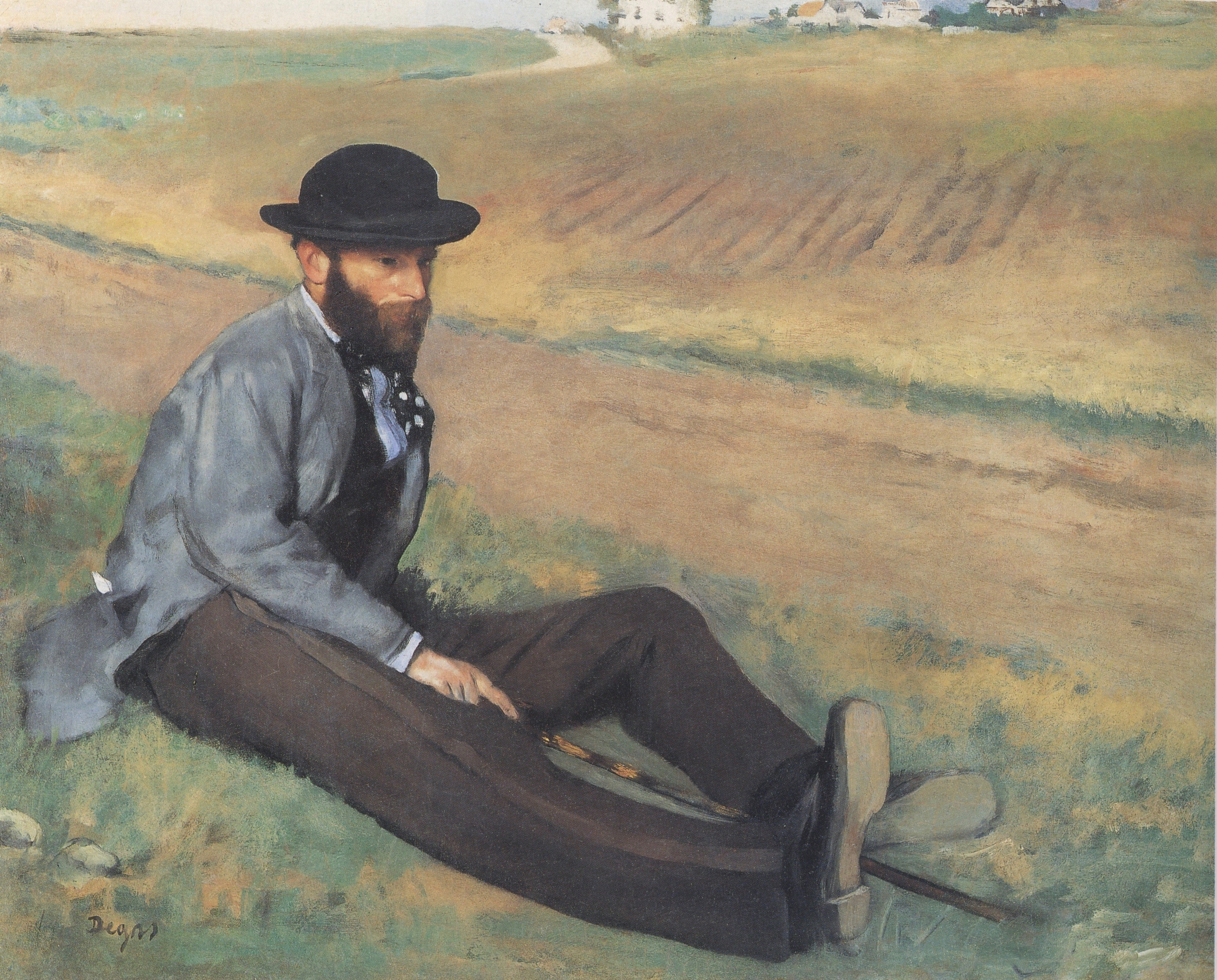
Edgar Degas, Eugène Manet, 1874, collection particulière.
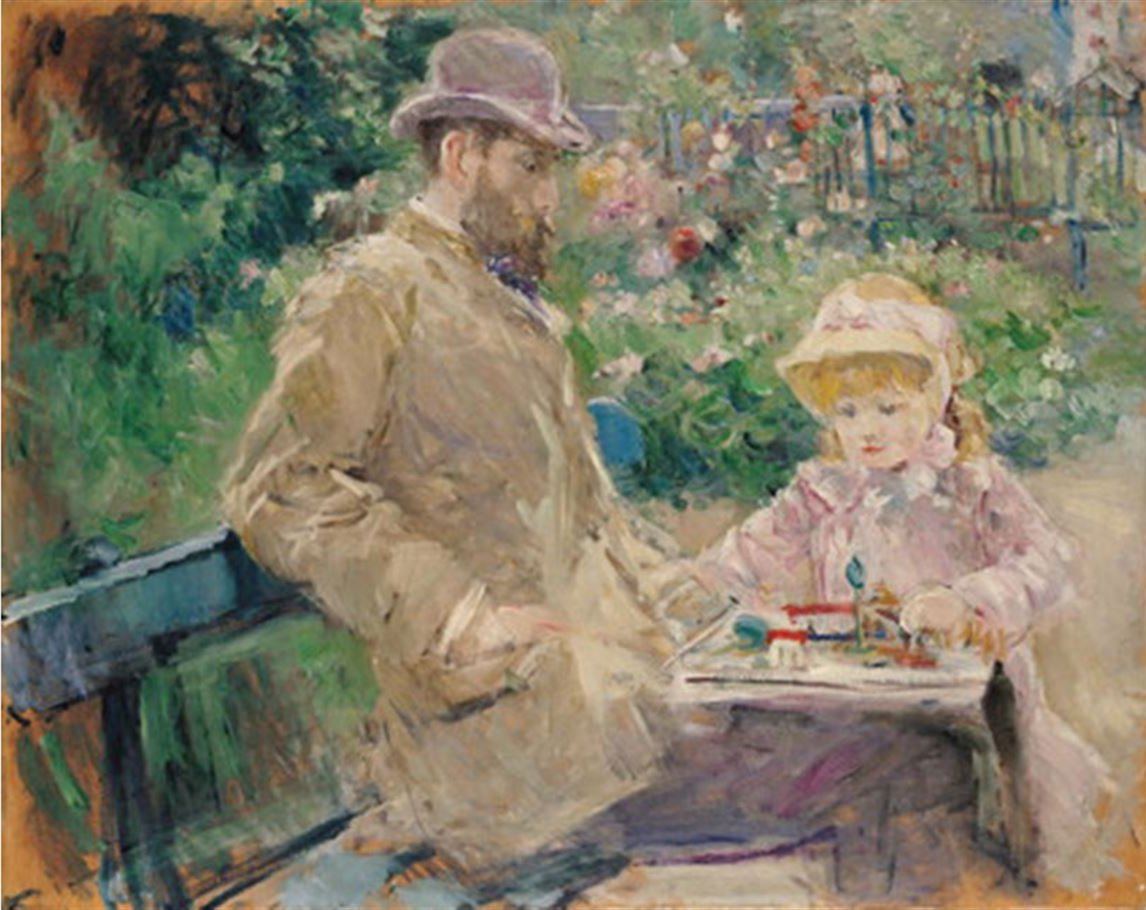
Berthe Morisot, Eugène  Manet et sa fille à Bougival, 1881, Paris, musée Marmottan Monet. Taille : 50cm x 60cm
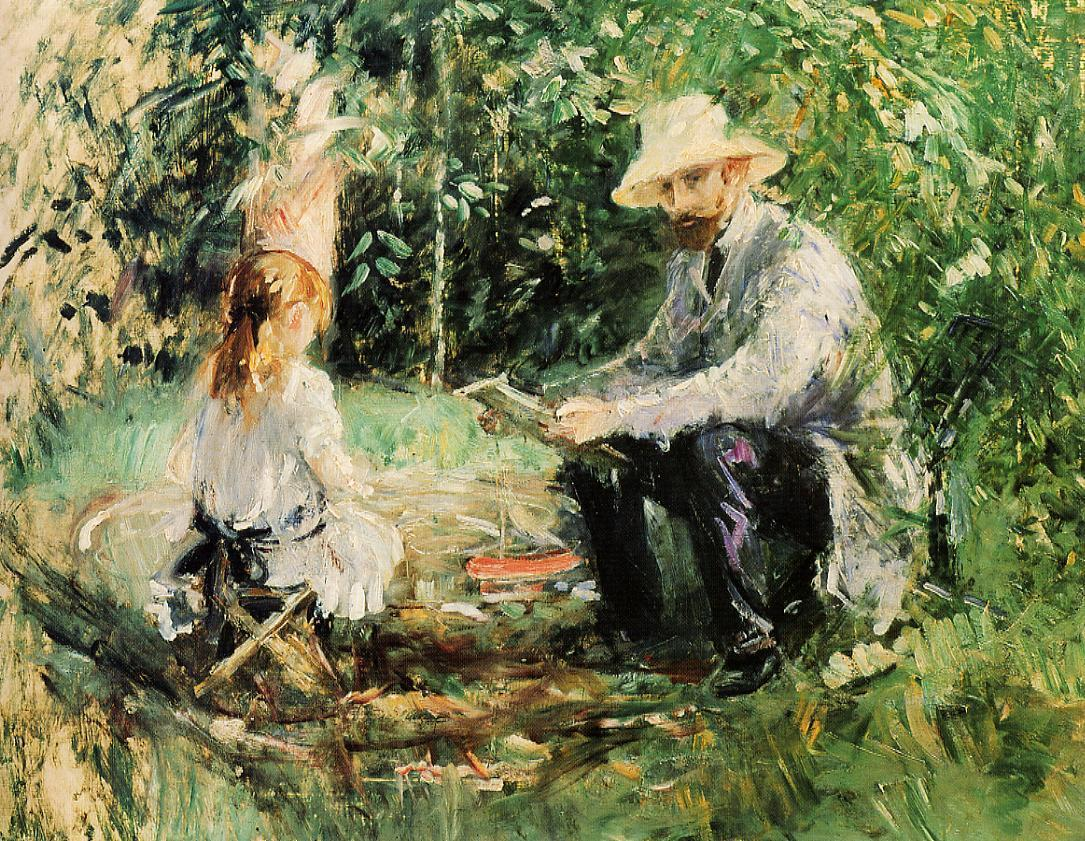
Berthe Morisot, Eugène Manet et sa fille au jardin, 1883, collection particulière[3].

Sépulture Manet-Morisot, Paris, cimetière de Passy
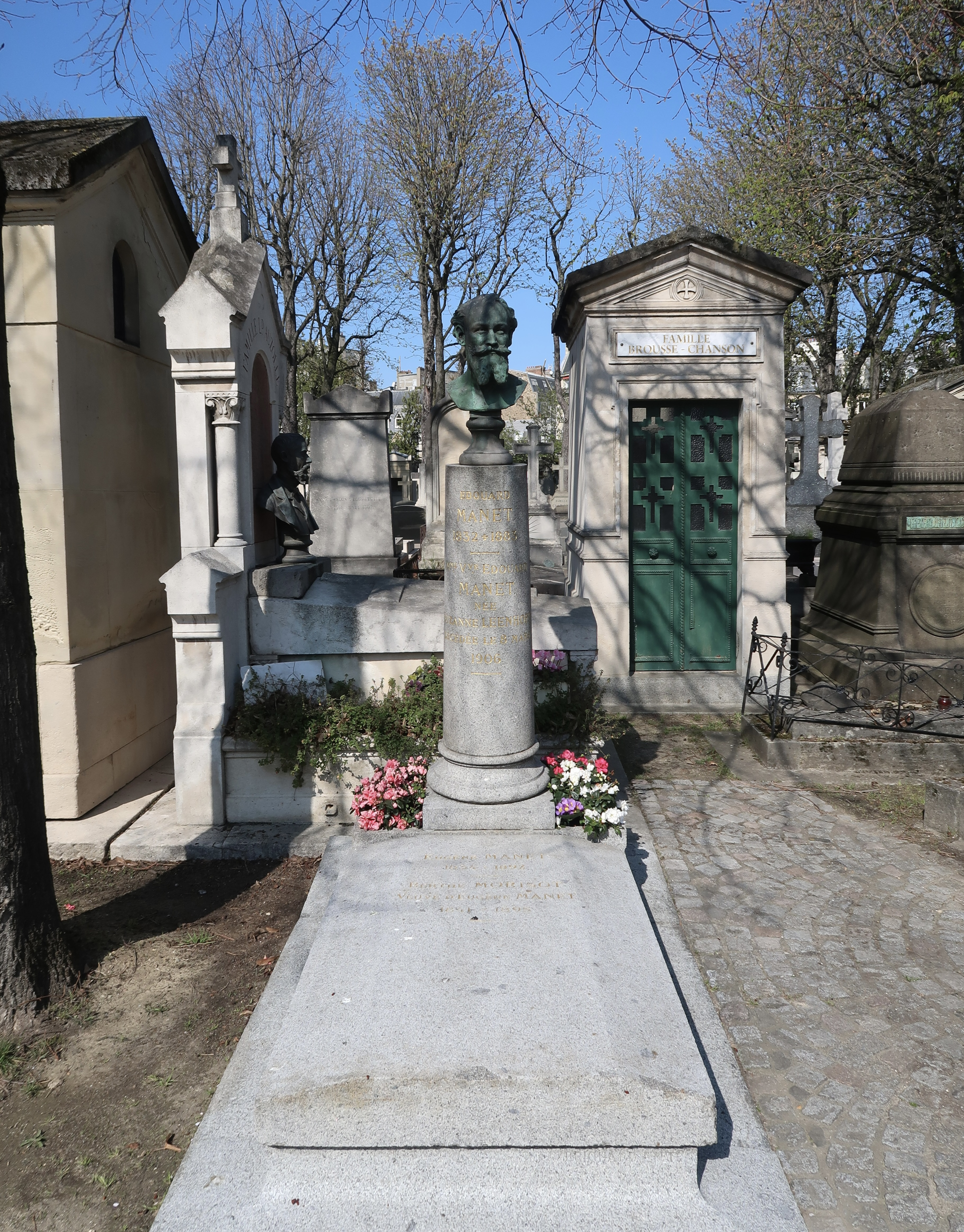
Vue d'ensemble.
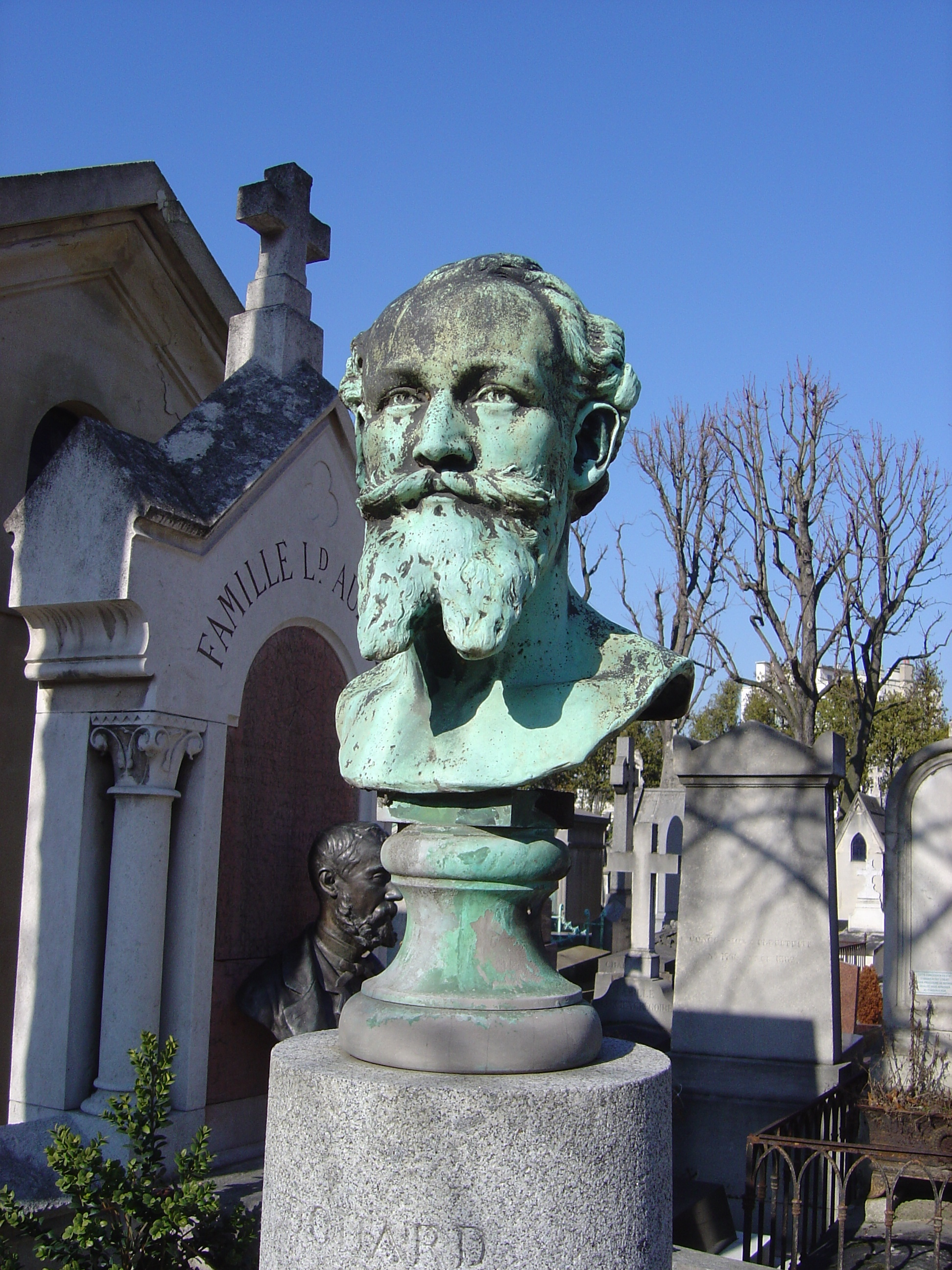
Ferdinand Leenhoff, Buste d'Édouard Manet.
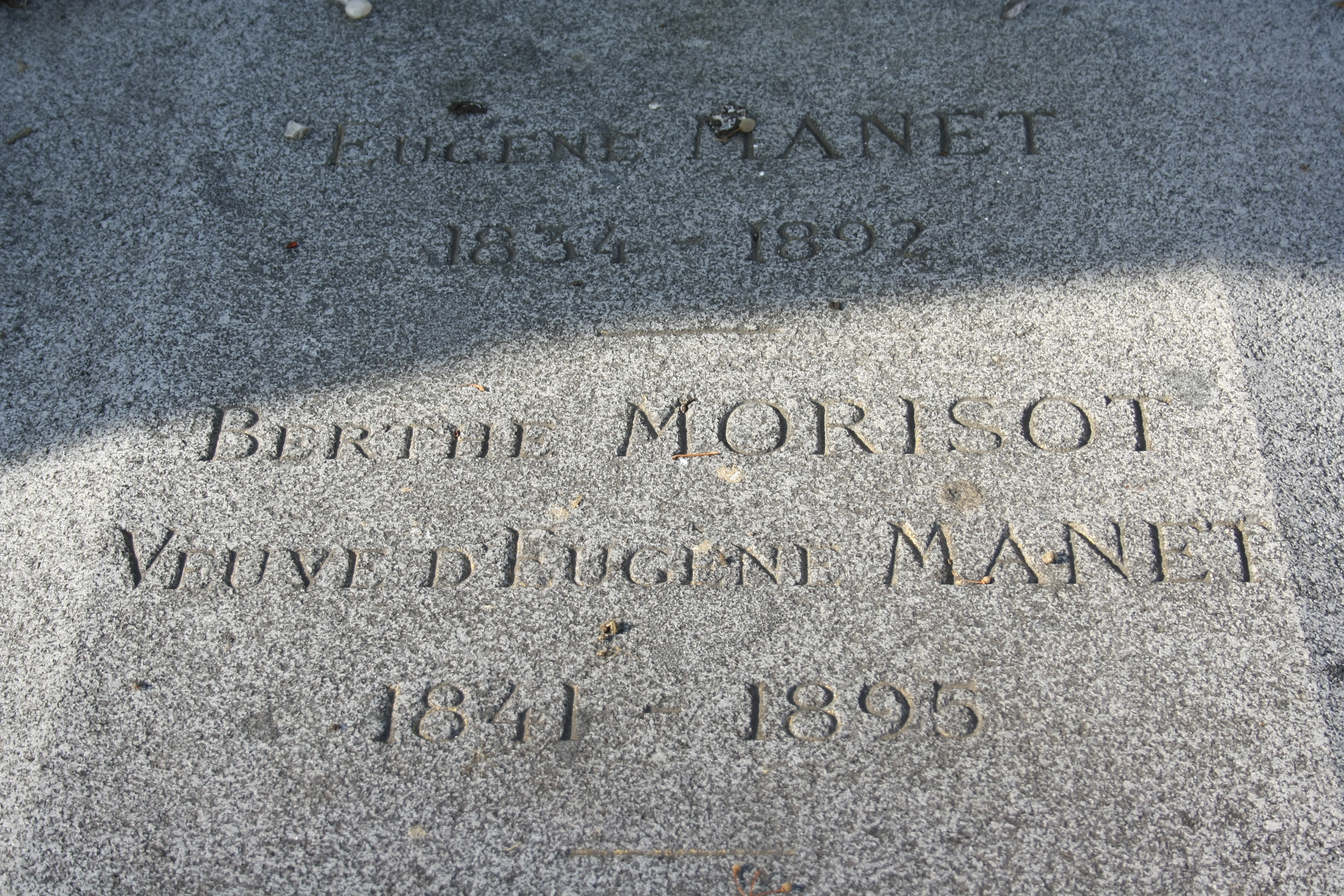
Inscriptions.